# 幾瀬マサ
幾瀬 マサ（いくせ マサ、1914年11月13日 - 2011年2月22日）は、日本の植物学者。専門分野は花粉学、形態学。東邦大学名誉教授。

## 略歴
埼玉県出身。埼玉県立熊谷高等女学校（現在の埼玉県立熊谷女子高等学校）を卒業後の1931年、帝国女子医学薬学専門学校（現在の東邦大学）薬学科に入学した。1935年、卒業と同時に薬用植物学教室の助手に採用され、久内清孝の指導をうけた。
1940年、同校薬学科の講師、1944年に助教授となった。
1949年より花粉粒の研究に専念し、190科2300種の花粉粒を著書「日本植物の花粉」にまとめ刊行。本研究を主論文として、1957年に東京大学より薬学博士号を取得した。
1952年、東邦大学薬学部の助教授、1960年に教授に就任した。1969年より東邦大学初の女性薬学部長に就任し1978年まで同職を務めた。
日本女性科学者の会第2代会長を務めるなど、女性の社会的地位の向上に尽力した。
日本花粉学会幹事、東邦大学名誉教授、東邦大学理事、日本薬学会評議員等を歴任した。
2011年、96歳で死去した。 

## 主な受賞歴
- 勲四等宝冠章（1987年）[5]
- 日本花粉学会会長賞（1987年）[6]
- 日本女性科学者の会功労賞（1997年）[7]

## 主な著書
- 単著『日本植物の花粉』 (廣川書店、1956)
- 共著『薬用植物大事典』 (廣川書店、1963)
- 共著『現代診断検査法体系第XV部門アレルギー性疾患1（花粉検査）』 (中山書店、1970)

## エピソード
東邦大学創設者・額田晉の「人生の意義は努力にあり」が座右の銘であった。